# Alvesta (comuna)
Alvesta (em sueco: Alvesta kommun;  PRONÚNCIA) é uma comuna da Suécia localizada no condado de Kronoberg, no sul do país. Sua capital é a cidade de Alvesta. Possui 974 quilômetros quadrados e segundo censo de 2018, havia 20 150 habitantes.

Comuna de Alvesta
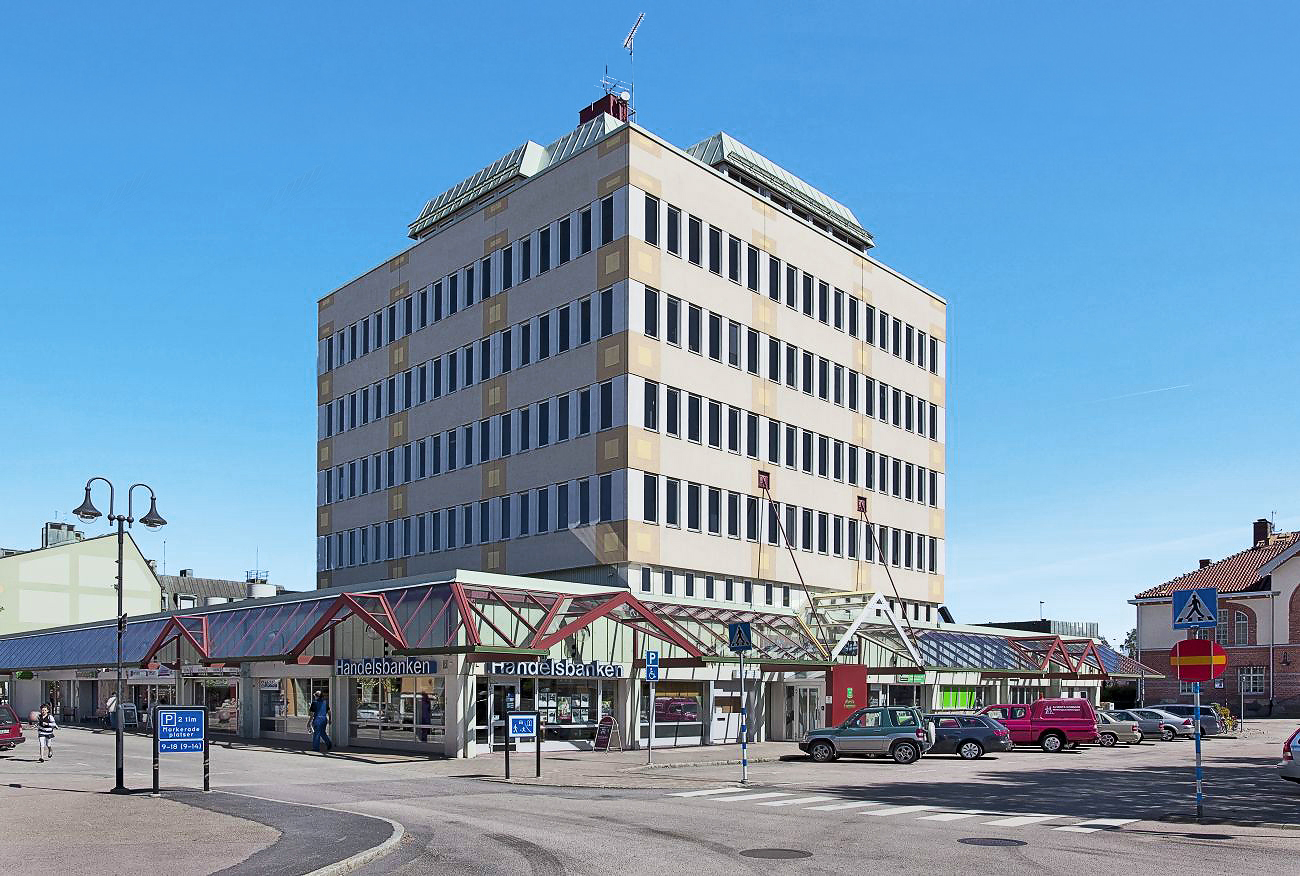
O edifício sede da comuna em Alvesta
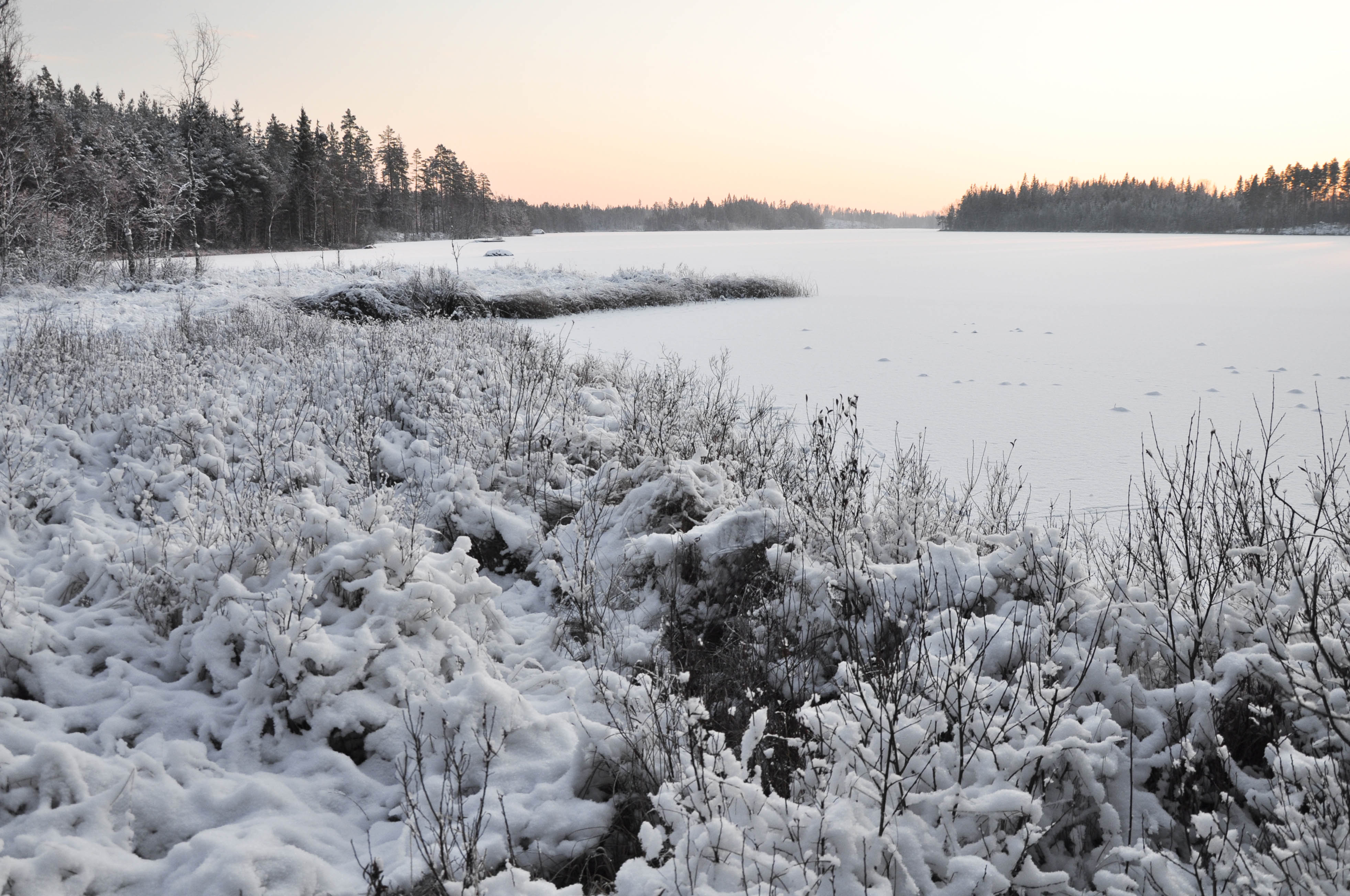
O lago Olasjön
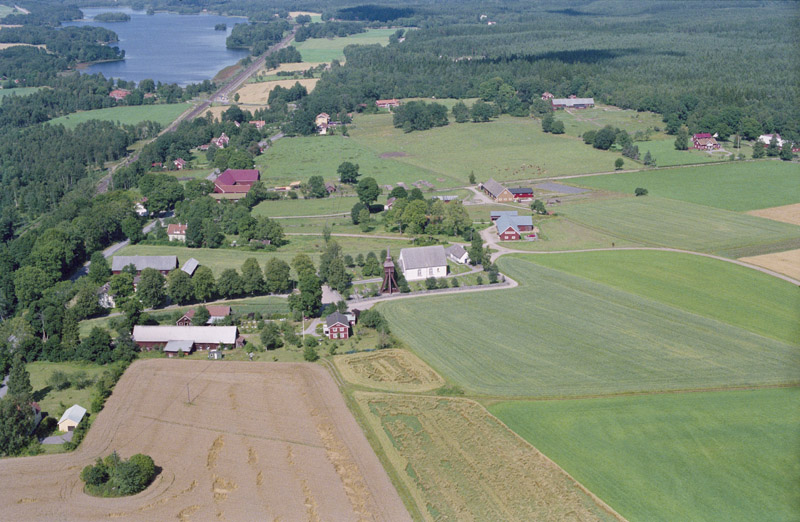
A pequena localidade de Lekaryd
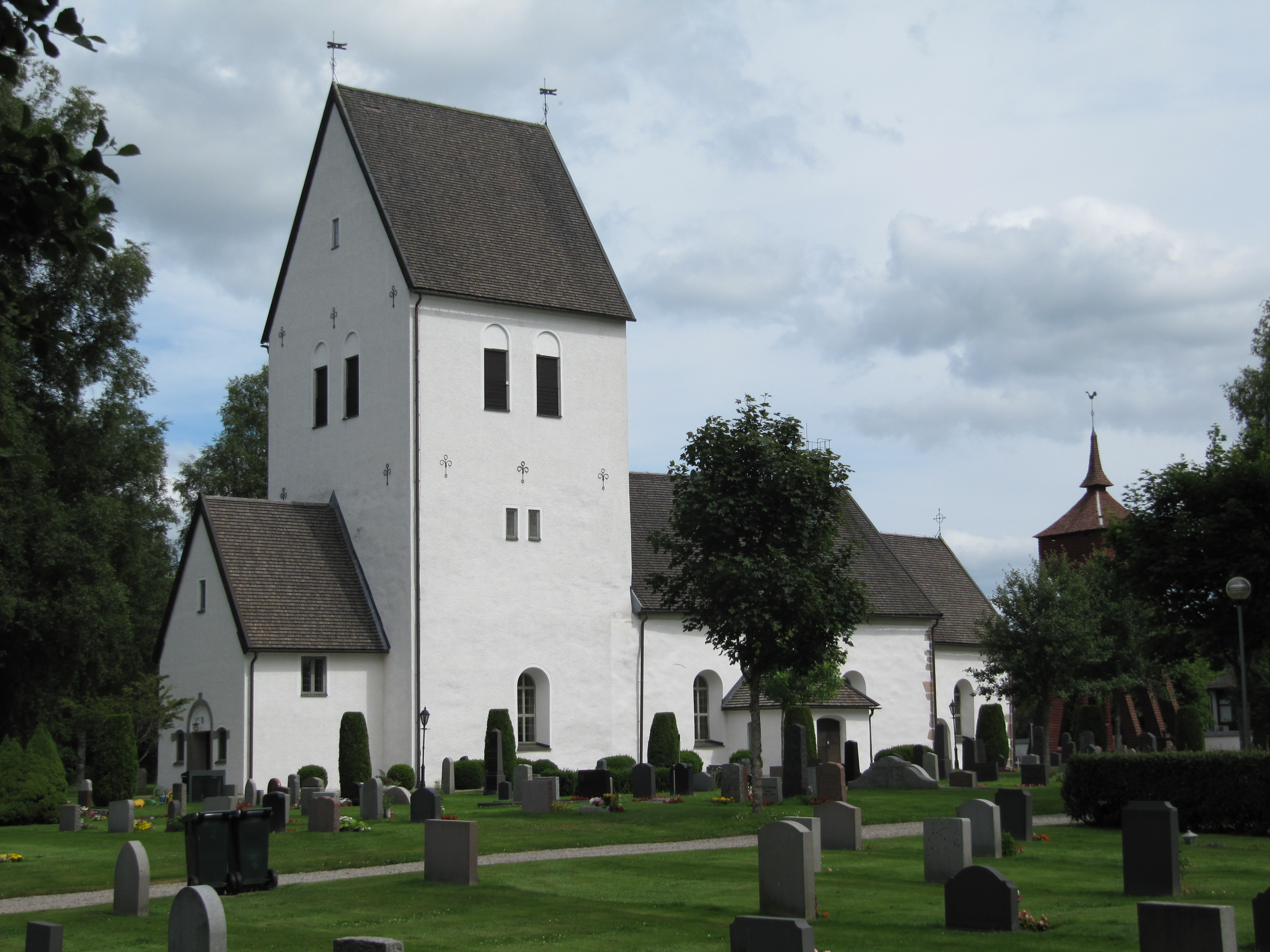
A igreja de Moheda